# Milton (Oper)
Milton ist eine Opéra-comique in einem Akt von Gaspare Spontini.

## Handlung
Der blinde Dichter John Milton und seine Tochter Emma fürchten, von König Charles II. politisch verfolgt zu werden, doch finden sie Zuflucht bei dem Quäker Godwin. Godwins Nichte Charlotte ist in Miltons Sekretär „Arthur“ verliebt, bei dem es sich in Wahrheit jedoch um Sir William Davenant handelt, der seine Liebe zu Emma unterdrücken musste. Milton diktiert seiner Tochter nun Verse seines Epos Das verlorene Paradies. Gegen Ende gibt sich Davenant mit seiner wahren Identität zu erkennen und vermag auch einen Brief des Königs beizubringen, der mitteilt, dass Milton doch nicht verhaftet werden soll. Davenant und Emma können nun heiraten.

## Werkgeschichte

### Entstehung
Die Oper entstand kurz nach Spontinis Ankunft in Paris (und der Darbietung von La petite maison am 12. Mai 1804 im Théâtre Feydeau) für die Salle Favart der Opéra-Comique und wurde dort wie üblich mit gesprochenen Dialogen am 27. November 1804 uraufgeführt. Doch ließ Spontini in der gestochenen Partitur bereits zusätzlich eine italienische Fassung mit Secco-Rezitativen drucken.
Bei der Uraufführung sangen Jean-Pierre Solié (Milton), Alexandrine-Marie-Agathe Gavaudan-Ducamel (Emma), Jean-Baptiste-Sauveur Gavaudan (Davenant), Simon Chénard (Godwin) und Marie Crétu-Simonet (Charlotte).
1838 ließ Spontini von dem Arzt und Journalisten Joseph Friedrich Sobernheim eine Neufassung des Librettos in deutscher Sprache anfertigen. Es trug den Titel Die Stuarte, Milton, oder auch Milton’s Tod. Aus dem Stoff sollte diesmal eine historisch-romantische Oper werden. Im Sommer des Jahres 1838 hielt sich Spontini deswegen in England auf. Im Mai 1840 waren der 1. Akt und zwei Drittel des 2. Aktes fertiggestellt. Als Das verlorene Paradies wurde das Werk 1841 auf den Spielplan gesetzt, kam jedoch aufgrund der Zuspitzung der Probleme um Spontinis Berliner Stellung nicht mehr zur Aufführung.

### Rezeption
Milton wurde sowohl in Frankreich als auch im übrigen Europa zu Lebzeiten Spontinis viel gespielt. In jüngerer Zeit gab es mehrfach Versuche, das Werk wieder auf die Bühne zu bringen. 1975 entstand für die RAI unter dem Dirigenten Alberto Paoletti eine Live-Aufnahme des Werkes nach einer konzertanten Aufführung mit folgender Besetzung: Emma: Mariella Devia, Godwin: Carlo Micalucci, Lord Davenant: Antonio Savastano, Milton: Giovanni Ciminelli, Miss Charlotte: Silvana Mazzieri; Chor und Orchester der RAI Milano. Eine konzertante Version (als „Oper am Klavier“) wurde im Mai 2006 im Theater Erfurt produziert.